# Diplomaragna tsurusakii
Diplomaragna tsurusakii är en mångfotingart som beskrevs av Shear 1990. Diplomaragna tsurusakii ingår i släktet Diplomaragna och familjen Diplomaragnidae. Inga underarter finns listade i Catalogue of Life.